# LitRPG
LitRPG, abbreviazione di gioco di ruolo letterario, è un genere letterario che combina le convenzioni dei giochi di ruolo per computer e da tavolo con i romanzi di fantascienza e fantasy. Il termine è stato menzionato per la prima volta nel 2013. Nelle opere LitRPG, i giochi o le quest simili ai videogiochi costituiscono una parte essenziale della storia e le statistiche, visibili tramite elementi grafici come tabelle o schede, dei giochi di ruolo (ad esempio forza, intelligenza, danni) sono una parte significativa dell'esperienza di lettura. Ciò distingue il genere dai romanzi derivati da un gioco, come quelli ambientati nel mondo di Dungeons & Dragons; libri che sono veri e propri giochi, come il tipo di pubblicazione Dimensione avventura (Fighting Fantasy) dove si sceglie il proprio percorso nell'avventura letteraria; o giochi descritti in modo letterario, come i MUD e la narrativa interattiva. In genere, il personaggio principale di un romanzo LitRPG interagisce consapevolmente con il gioco o con il mondo simile a un gioco e tenta di progredire al suo interno. La distinzione principale con i librigame è che il lettore ha un'esperienza passiva. Nei romanzi LitRPG non si deve interagire con regolamenti interni, scelte a bivi o con il lancio dei dadi. L'esperienza di lettura è perfettamente fruibile da neofiti e non esperti.

## Storia
Il tropo letterario di entrare in un gioco per computer non è nuovo. Quag Keep (1978) di Andre Norton entra nel mondo dei personaggi di un gioco di D&D. Dream Park (1981) di Larry Niven e Steven Barnes ha un'ambientazione di giochi simili alle manifestazioni LARP come una sorta di reality TV nel futuro (2051). Con l'ascesa dei MMORPG negli anni '90 arrivarono i romanzi di fantascienza che utilizzavano mondi di gioco virtuali per le loro trame. I primi esempi sono Killobyte del 1993 di Piers Anthony, la tetralogia Otherland del 1996-2004 di Tad Williams, Epic di Conor Kostick e Halting State del 2007 di Charles Stross. A Taiwan è apparso il primo dei nove romanzi ½ Prince (½ 王子S, Èrfēnzhīyī WángzǐP), pubblicato nell'ottobre 2004 da Ming Significant Cultural. In Giappone, il genere ha raggiunto il mainstream con l'uscita del fenomeno mediatico .hack//Sign nel 2002 e Sword Art Online nel 2009. Degna di nota è anche la serie coreana Legendary Moonlight Sculptor con oltre 50 volumi.
Sebbene questi romanzi e altri fossero i precursori di una forma di romanzo più ricca di statistiche, il LitRPG vero e proprio, una iniziativa editoriale russa ha identificato il genere e gli ha dato una propria connotazione con un nome. Il primo romanzo russo LitRPG con queste caratteristiche è apparso nel 2012 sul sito russo di autopubblicazione samizdat.ru, il romanzo Господство клана Неспящих (Clan Dominance: The Sleepless Ones) di Dem Mikhailov ambientato nel mondo immaginario del gioco Sword & Sorcery di Valdira, stampato dall'editore Leningrad nello stesso anno con il titolo Господство кланов (La regola dei clan) nella serie Современный фантастический боевик (Romanzo d'azione fantastico moderno) e tradotto in inglese come The Way of the Clan come libro Kindle nel 2015. Nel 2013, EKSMO, un'importante casa editrice russa, ha avviato il suo progetto multi-autoriale intitolato LitRPG. Secondo Magic Dome Books, uno dei principali traduttori di LitRPG russo, il termine "LitRPG" è stato coniato alla fine del 2013 durante una sessione di brainstorming tra lo scrittore Vasily Mahanenko, l'editore di fantascienza di EKSMO Dmitry Malkin e il collega editore e autore della serie LitRPG Alex Bobl. Dal 2014, EKSMO organizza concorsi LitRPG e pubblica le storie vincitrici.

## Esempi
- Arcane Ascension (2017–) di Andrew Rowe[8]
- Awaken Online (2016–) di Travis Bagwell[9][10]
- The Divine Dungeon (2016–2019) di Dakota Krout[8]
- Dungeon Crawler Carl (2020-) di Matt Dinniman[10]
- Colui che combatte con i mostri (2021–) di Shirtaloon[10]
- Mago Rosso (2018–) di Xander Boyce[10]
- The Wandering Inn (2016–) di pirateaba[11]
- Vale la pena (2017-2021) di Alexander Wales[10]

- AlterWorld: Play to Live (2013–) di D. Rus (Дмитрий Рус)[12][10][13]
- Dark Paladin (2017–2018) di Vasily Mahanenko (Василий Маханенко)[14]
- Dragon Heart (2019–) di Kirill Klevanski[15] [16]
- Fayroll (2017–) di Andrey Vasilyev (Андрей Васильев)[10]
- Mirror World (2014–2022) di Alexey Osadchuk (Алексей Осадчук)[14]
- Survival Quest (serie La Via dello Sciamano) di Vasily Mahanenko[14]

Molti degli scrittori post-2014 in questo campo insistono sul fatto che la rappresentazione della progressione di un personaggio nel gioco deve far parte della definizione di LitRPG, portando all'emergere del termine GameLit per abbracciare storie ambientate in un universo di gioco ma che non necessariamente incorporare il livellamento e l’aumento delle skills. Alcuni dei primi esempi sono Jumanji del 1981 di Chris Van Allsburg, un libro per bambini su un magico gioco da tavolo. e la serie Guardians of the Flame (1983–2004) di Joel Rosenberg in cui un gruppo di studenti universitari viene magicamente trasportato in un gioco di ruolo fantasy.
Il romanzo di Ernest Cline del 2011 Player One, che descrive un mondo di realtà virtuale chiamato OASIS pieno di riferimenti ai giochi arcade degli anni '80 e '90, è diventato un esempio di questo nuovo genere. Altri esempi includono il romanzo Warcross di Marie Lu del 2017, che parla di un cacciatore di taglie online in un gioco su Internet, e il libro Escapist Dream di Louis Bulaong del 2020, che racconta la storia di un mondo di realtà virtuale in cui i geek possono giocare di ruolo e utilizzare il poteri dei loro personaggi preferiti di fumetti, anime, film e videogiochi.